# Carl Gustaf Michal
Carl Gustaf Michal, född den 6 december 1826 i Stockholm, död den 23 mars 1882, var en svensk skådespelare, regissör, teaterchef, översättare och bearbetare för teatern. Han var far till Titti Michal.

## Biografi
Michal började sin teaterbana hos A. G. Wallins sällskap 1848, och hade åren 1858–1865 eget sällskap. 1865–1867 var han engagerad vid Johan Petter Roos sällskap, 1867–1870 var han scenisk styresman för Haqvinius och Michals associations-sällskap, och 1870–1882 var han regissör vid Mindre teatern i Stockholm.
Bland Michals roller märks Jean Valjean, Ringaren i Nôtre-Dame, Prosper Block i En papperslapp, Mäster Smith, Sjövall i Ett resande teatersällskap, Knut Kolare i Döden fadder, Barbeaud i Syrsan, Matois i Villebråds-tjufvarne och Asmodeus i Den ondes besegrare.
Den enda av hans översättningar som utkom i bokform var Charles Mathews En blygsam engelsman: komedi i en akt (Flodin, 1866).

## Teater

### Roller (ej komplett)
| År   | Roll       | Produktion                | Teater         |
| ---- | ---------- | ------------------------- | -------------- |
| 1869 | Hammarberg | Syfröknarna Anton Bittner | Mindre teatern |